# Колфакс (Висконсин)
Колфакс (англ. Colfax) — посёлок (англ. village) в округе Данн штата Висконсин, США. Население в 2010—1158 человек. 4 июня 1958 года через посёлок прошёл торнадо. Погибло не менее 15 человек, множество домов было разрушено.
В посёлке есть Музей железной дороги.

## Население
Согласно переписи 2010, в поселке проживало 1158 человек в 478 домохозяйствах в составе 291 семьи. Расовый состав населения:
- 97,2% - белых
- 0,6% - коренных американцев
- 0,3% - черных или афроамериканцев

По возрастным диапазоном населения распределялось следующим образом: 24,4% - лица моложе 18 лет, 54,0% - лица в возрасте 18-64 лет, 21,6% - лица в возрасте 65 лет и старше. Медиана возраста жителя составляла 41,8 года. На 100 лиц женского пола в поселке приходилось 83,8 мужчин; на 100 женщин в возрасте от 18 лет и старше - 81,0 мужчин также старше 18 лет.
Средний доход на одно домашнее хозяйство составил 53 260 долларов США (медиана - 42 750), а средний доход на одну семью - 61 240 долларов (медиана - 59 861). Медиана доходов составляла 41 106 долларов для мужчин и 35 833 доллара для женщин. За чертой бедности находилось 15,8% лиц, в том числе 14,2% детей в возрасте до 18 лет и 26,4% лиц в возрасте 65 лет и старше.

Трудоустроенное население составляло 505 человек. Основные области занятости: образование, здравоохранение и социальная помощь - 27,7%, производство - 16,8%, розничная торговля - 11,5%, ученые, специалисты, менеджеры - 9,1%.

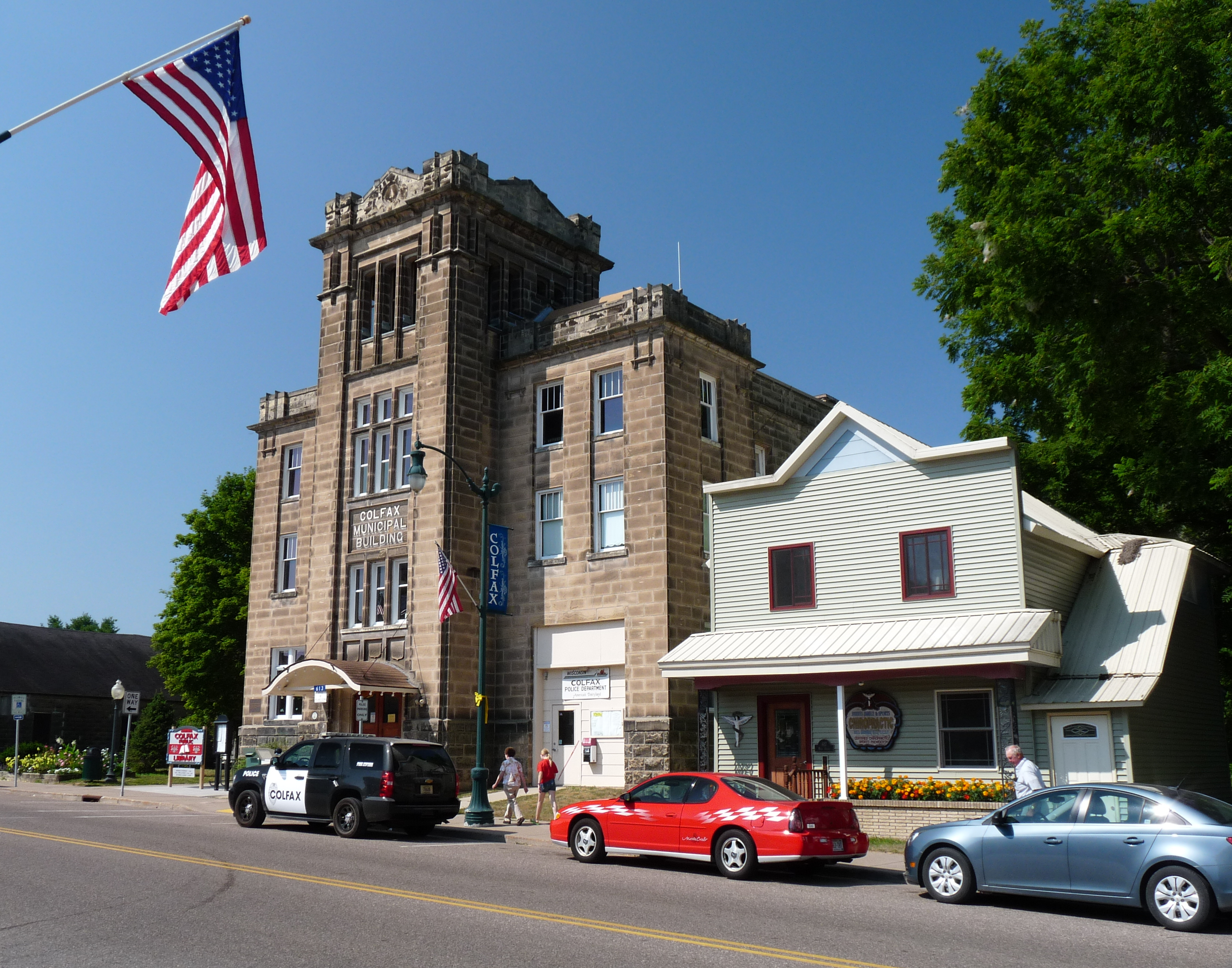
Муниципальное здание в Колфаксе